# سباستین فوکو
سباستین فوکو (فرانسوی: Sébastien Foucan‎؛ زادهٔ ۲۷ مهٔ ۱۹۷۴) هنرپیشه و بدل‌کار اهل فرانسه است.
از فیلم‌ها یا برنامه‌های تلویزیونی که وی در آن نقش داشته‌است می‌توان به کازینو رویال، تورنومنت اشاره کرد.